# Balcó de Cal Manyà
El Balcó de Cal Manyà és una obra d'Argentona (Maresme) protegida com a Bé Cultural d'Interès Local.

## Descripció
Casa de cós entre mitgeres, de planta baixa i pis. El seu propietari Joan Carbonell Rabassa reforma la façana el 1926, tot i que la casa és anterior, moment en què s'incorpora el balcó.
És d'especial interès el balcó amb decoració floral, tant pel treball de forja com per les rajoles.